# ウェストミンスター神学校
ウェストミンスター神学校（英: Westminster Theological Seminary）は、アメリカ合衆国ペンシルベニア州フィラデルフィアの北部郊外グレンサイドにある、改革派教会と長老派教会の大学院の教育機関。

## 歴史
- 1929年　J・グレシャム・メイチェンの指導の下に設立された。プリンストン神学校の神学伝統を引き継ぐというヴィジョンを持っていた。独立機関だが、メイチェンが1936年に設立した、正統長老教会（Orthodox Presbyterian Church）と密接な関係にあった。
- 初代校長はエドモンド・クロウニーであった。現在の校長はピーター・リルバックである。彼は牧師でクリスチャン・アメリカ。グループの責任者である。
- 1954年　大学と学校の中部アメリカ連盟から特別公認を受けた。
- 1986年　アメリカとカナダの神学校連盟から公認を受けた。

## 卒業生
- ハロルド・オッケンガ（1930年卒業、パークストリート教会牧師、フラー神学大学院初代学長）
- 田中剛二（1933年卒業、神戸改革派神学校教授、神港教会牧師）
- 常葉隆興（東京恩寵教会牧師）
- 松尾武（1935年卒業、日本基督改革派教会)
- 鍋谷堯爾（神戸ルーテル神学校教授、西日本福音ルーテル教会・三宮キリスト教会牧師）
- 増田誉雄（単立教会・経堂めぐみ教会牧師）
- 服部嘉明（東京基督教大学元教授）
- 宇田進（東京基督教大学教授、日本長老教会、元西武柳沢キリスト教会牧師）
- 後藤牧人（聖光学院高等学校校長）
- 丸山忠孝（東京基督教大学初代学長）
- ティモシー・ケラー（1981年卒業、リディーマー長老教会牧師）